# Estadio La Rosaleda
Estadio La Rosaleda – stadion piłkarski położony w hiszpańskim mieście Malaga. Spotkania domowe rozgrywa na nim klub Segunda División, Málaga CF.

## Historia
Stadion został wybudowany w 1941 roku, w miejsce przestarzałego Baños del Carmen Stadion. Inauguracja odbyła się 14 września 1941, a przeciwnikiem CD Málaga (ówczesna nazwa klubu) była Sevilla FC. W 1982 roku obiekt przeszedł renowację, której powodem były organizowane przez Hiszpanię Mistrzostwa Świata. Ostatni remont stadionu miał miejsce w 2006 roku.

## Mistrzostwa Świata 1982
Na obiekcie zostały rozegrane trzy mecze mundialu w 1982 roku:
Mecze fazy grupowej:
- 15 czerwca:  Szkocja 5 : 2 Nowa Zelandia
- 19 czerwca:  ZSRR 3 : 0 Nowa Zelandia
- 22 czerwca:  Szkocja 2 : 2 ZSRR